# 小行星3671
小行星3671（英語：3671 Dionysus）是一颗围绕太阳公转的小行星。1984年5月27日，卡羅琳·舒梅克、尤金·舒梅克在帕洛马山发现了此天体。
这颗小行星的绝对星等为16.3等。小行星3671以希腊神话的酒神狄俄倪索斯命名。

## 卫星
1997年，欧洲南方天文台发现狄俄倪索斯有一颗小型卫星，其直径约300m，轨道半长轴约3.6千米，离心率0.07，轨道周期27.72小时。